# مسجد جامع هندوالان
مسجد جامع هندوالان مربوط به دوره تیموریان است و در استان خراسان جنوبی، شهرستان درمیان، روستای هندوالان واقع شده است. این اثر در تاریخ ۱۱ مرداد ۱۳۷۶ با شمارهٔ ثبت ۱۸۹۳ به‌عنوان یکی از آثار ملی ایران به ثبت رسیده است.
این مسجد با شکوه‌ترین بنای تاریخی، مذهبی شهرستان در میان است. مهمترین عناصر معماری آن سر در ورودی، صحن، گنبد خانه، شبستان ستون دار و محراب می‌باشد. گنبد خانه مرکزی با استفاده از فیل‌پوشها و با مهارت بر روی فضای چهار ضلعی قرار گرفته است. شبستان ستون‌دار در دو طرف گنبدخانه واقع شده و به وسیله طاق و تویزه به شیوه چهار ترک اجرا شده است.
بنا از نظر تزیینات آجری بسیار متنوع بوده و این تریینات شامل: فیل‌پوشها، گوشواره‌ها، قابهای گچی، رسمی‌بندی محرابها و نحوه آجرچینی گنبدها است. این اثر تاریخی در دوره شاهرخ تیموری در حدود سال ۸۵۰ هـ. ق ساخته شده است.